# Maintal
Maintal település Németországban, Hessen tartományban. Lakosainak száma 39 698 fő (2023. december 31.).

## Népesség
A település népességének változása:
| Lakosok száma | 38 313 | 38 930 | 39 298 | 39 298 | 39 287 | 39 815 | 39 698 |
|               | 2012   | 2017   | 2018   | 2019   | 2021   | 2022   | 2023   |